# 桒子英里
桒子 英里（くわこ えり、1985年11月21日 - ）は、元青森放送（RAB）のアナウンサー。

## 人物
神奈川県川崎市中原区出身。身長163cm。血液型はA型。星座はさそり座。名前の英里は、両親がファンであるサザンオールスターズの曲「いとしのエリー」に由来している。特技はチアダンス、フラメンコ。中学・高校時代はチアリーダーをしていた。
2008年、青森放送に入社。同期入社は星和明、樋田かおり。
2021年9月いっぱいで、祖母の自宅介護をサポートするため、長期休養することになった。2021年12月で青森放送を退職。
祖母の介護が一段落した後、アナウンサーとは無縁の業界への再就職も考えていたが、青森放送で同期だった樋田かおりの誘いを受け、樋田が代表を務める株式会社TALK NAVIに入社。
実父は歯科技工士。またNHK（日本放送協会）アナウンサーの桑子真帆は再従姉妹にあたる。

## 出演番組

### ラジオ
- 東奥日報ニュース
- kira-kira☆ Elly's kitchen - ナイターオフシーズン[6]
- スグクル！クルマ☆買取りんGO!（毎週月曜日 11:20 - 11:25）
- RABニュースレーダー
- GO!GO!らじ丸（水曜・金曜担当、2018年4月4日 -）
- くわトロMusic♪（2018年4月8日 - ）
- ニュース&ウェザー
- kira-kira☆
  - えりだま-英里の魂-（水曜担当。2008年10月 - 2009年3月）
- あおもりTODAY（2011年4月より、水曜の公開放送日の11:55 - 13:00の公開スタジオ担当、それ以外にもニュース読みなどで出演する）
- AN-HITORI
- 一家らん♪らん♪（2014年4月6日 - 2015年9月26日）

### テレビ

#### RAB入社前
- ファイト!川崎フロンターレ - テレビ神奈川（リポーター。大学4年時の2007年9月14日放送分に選手へのインタビューで出演[7]）

#### RAB入社後
- 1550ニュースレーダーWith（月 - 木曜）
- 東奥日報ニュース
- 大好き、青森県。
- 食のココロ
- Jewelry Days
- RAB（ラブ）ドキュ
- きんこれ
- 和のこころ
- うっちゃんの「いぎあだりばったり」（2009年9月18日・25日放送分に出演。18日は桑子が恋愛シミュレーションをする企画、25日は名前の由来でもあるサザンオールスターズの楽曲の連想ビンゴを桑子が答えていく企画を放送）
- ZIP!「ZIP!MAPPING」（不定期）
- GO!GO!らじ丸（第2水曜日 11:55 - 13:00の公開生放送担当、2014年10月 - 2018年3月）
- 今日も!あさぷり（月・火曜パーソナリティ、2009年4月 - 2018年3月27日）
- ZIP!FRIDAY（2012年4月6日 - 2018年3月27日）
- RABニュースレーダー（水曜、木曜天気予報担当、 - 2018年3月29日）

## その他
- 2009・秋 日本原燃ふれあいコンサート（司会担当。2009年10月16日、青森市文化会館にて開催）[8]
- アメイジング・スパイダーマン（2012年、記者A[9]）
- つがる市市制10周年記念事業作品「つがーるちゃんは恋敵」（2016年）[10]